# Covilhã
Covilhã là một huyện thuộc tỉnh Castelo Branco, Bồ Đào Nha. Huyện này có diện tích 556 km², dân số thời điểm năm 2001 là 54505 người.